# Пасіфік (Міссурі)
Пасіфік (англ. Pacific) — місто (англ. city) в США, в округах Франклін і Сент-Луїс штату Міссурі. Населення — 7414 особи (2020).

## Географія
Пасіфік розташований за координатами 38°28′54″ пн. ш. 90°45′17″ зх. д. / 38.48167° пн. ш. 90.75472° зх. д. (38.481678, -90.754638).  За даними Бюро перепису населення США в 2010 році місто мало площу 15,37 км², з яких 15,34 км² — суходіл та 0,03 км² — водойми.

## Демографія
Згідно з переписом 2010 року, у місті мешкали 7002 особи в 2368 домогосподарствах у складі 1524 родин. Густота населення становила 455 осіб/км².  Було 2645 помешкань (172/км²).
Расовий склад населення:
| - 88,4 % — білих - 8,4 % — чорних або афроамериканців - 0,6 % — корінних американців - 0,5 % — азіатів |

До двох чи більше рас належало 1,5 %. Частка іспаномовних становила 1,9 % від усіх жителів.
За віковим діапазоном населення розподілялося таким чином: 20,0 % — особи молодші 18 років, 68,5 % — особи у віці 18—64 років, 11,5 % — особи у віці 65 років та старші. Медіана віку мешканця становила 35,9 року. На 100 осіб жіночої статі у місті припадало 125,1 чоловіків;  на 100 жінок у віці від 18 років та старших — 131,9 чоловіків також старших 18 років.
Середній дохід на одне домашнє господарство  становив 52 895 доларів США (медіана — 40 929), а середній дохід на одну сім'ю — 67 193 долари (медіана — 48 947). За межею бідності перебувало 19,3 % осіб, у тому числі 27,1 % дітей у віці до 18 років та 4,8 % осіб у віці 65 років та старших.
Цивільне працевлаштоване населення становило 2970 осіб. Основні галузі зайнятості: роздрібна торгівля — 19,9 %, виробництво — 19,3 %, освіта, охорона здоров'я та соціальна допомога — 14,0 %, науковці, спеціалісти, менеджери — 13,1 %.